# Ståle Fjorden
Ståle Fjorden (ur. 29 sierpnia 1967 r.)  – norweski skoczek narciarski.

## Puchar Świata w skokach narciarskich

### Miejsca w klasyfikacji generalnej
- sezon 1986/1987: 37